# Stratford Municipal Airport
Stratford Municipal Airport är en flygplats i Kanada.   Den ligger i provinsen Ontario, i den sydöstra delen av landet, 500 km sydväst om huvudstaden Ottawa. Stratford Municipal Airport ligger 367 meter över havet.
Terrängen runt Stratford Municipal Airport är mycket platt. Närmaste större samhälle är Stratford, 5,5 km söder om Stratford Municipal Airport.
Trakten runt Stratford Municipal Airport består till största delen av jordbruksmark. Runt Stratford Municipal Airport är det glesbefolkat, med 19 invånare per kvadratkilometer.